# ماديرجاك
ماديرجاك هي قرية تقع في إقليم ياش في رومانيا وبلغ عدد سكانها	1,554 في عام 2002م.